# Kalich (rybník)
Kalich je rybník v okrese Pelhřimov v Kraji Vysočina. Nachází se na okraji města Kamenice nad Lipou v blízkosti části Gabrielka. Rybník leží v nadmořské výšce 565 m a je napájen říčkou Včelničkou, přítokem Kamenice. Byl vybudován nejpozději v 15. století, jeho rozloha je přibližně 10 ha. Délka hráze dosahuje přibližně 200 metrů, rybník má pozvolně se svažující zatravněné břehy lemované stromy. Svůj název získal dle zde uskutečněné bitvy u Kamenice během husitských válek.

## Historie
Nádrž vznikla nejpozdějí v 15. století jakožto součást městské soustavy rybníků, vedle Zámeckého či Pecovského rybníka. Jistě jej dokládají události z 31. října 1425, kdy se na nedalekém kopci udála tzv. bitva u Kamenice, ve které byl majitel zdejšího panství utrakvista Menhard II. z Hradce, hájící jej proti radikálním husitům, poražen oddíly spojeného táboritsko-sirotčího husitského svazu pod velením Bohuslava VI. ze Švamberka. Po bitvě husitské vojsko dobylo také kamenickou tvrz. Pravděpodobně díky tomuto střetu se tak rybníku začalo říkat Kalich.
Podél rybníka vede zdejší Naučná trasa Vítězslava Nováka.

## Vodní režim
Rybník je napájen říčkou Včelničkou, která pramení asi 8 km severozápadně od města nedaleko Černovic, do rybníka vtéká od severozápadu. Odtok je pak vzdálen jen několik set metrů od ústí do řeky Kamenice.

## Využití
Rybník slouží ke sportovnímu rybolovu, rekreaci a k zadržování vody při povodních. Je zde vystavěn také rekreační areál s občerstvením, sportovištěm a koupací pláží.